# Lyminge
Lyminge è un comune inglese nel sudest del Kent. Esso si trova a circa 8 km da Folkestone e dal Tunnel della Manica, sulla strada che passa dalla Elham Valley.
Il fiume Nailbourne inizia nel paese e fluisce verso nord attraverso la valle per divenire uno dei corsi d'acqua tributari del Great Stour. Il piccolo paese di Ottinge si trova a nordest sulla strada per Elham.

## Economia

### Servizi
Lyminge ha un pub, un ufficio postale, un salone di parrucchiere, un florido caffè, un supermercato e vari altri esercizi commerciali e servizi. La popolazione di anziani è numerosa. Infatti a Lyminge è attivo un Centro per Anziani che offre servizi alle persone di età avanzata anche nella zona rurale per un'area di circa 60 km2 intorno al paese.
Lyminge ha ottenuto nel 1998 il riconoscimento di Kent's Best Village (Il miglior comune del Kent).

## Sport
Lyminge è la sede del Sibton Park Cricket Club, squadra di cricket che gioca nella 1ª Divisione della Kent Cricket League.

## Ferrovie
La Elham Valley Railway andava da Canterbury a Folkestone passando per il paese fin dal 1887, ma venne chiusa nel 1947 a causa degli elevati costi del servizio. Il fabbricato della stazione è tuttora esistente ed è stato adibito a biblioteca.

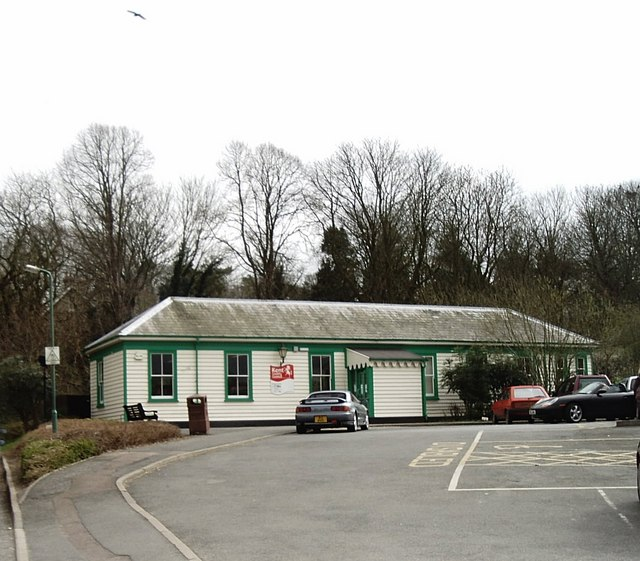
La ex stazione ferroviaria di Lyminge

## Archeologia
Lyminge è stata un punto focale di scavi archeologici per circa mezzo secolo. Nel dicembre del 1953 furono scoperte due tombe durante i lavori in una fattoria e gli scavi successivi condotti da Alan Warhurst portarono alla luce un cimitero del VI secolo degli Iuti, contenente 44 tombe. La struttura funeraria era notevole, sebbene non usuale per quei tempi, e conteneva parecchie opere di oreficeria di alto livello artigianale, armi come teste di lancia, spade e scudi ed alcune coppe in vetro di pregevole fattura. Gli scavi sono ora condotti dal dr. Gabor Thomas dell'Università di Reading e continuano a fornire il loro contributo all'archeologia britannica.

## Architetture religiose
La chiesa più antica del villaggio è quella di Santa Maria e Santa Etelburga, che risale al 633 ed è ancora oggi utilizzata per le esigenze religiose della comunità.
Fu proprio a Lyminge che santa Etelburga si rifugiò nel 633 dopo la morte del marito, re Edwin di Northumbria, ad Hatfield Chase, e fece erigere, sulle rovine di un'antica villa romana donatale dal fratello re Eadbaldo del Kent, un'abbazia doppia con annessa l'attuale chiesa di Santa Maria e Santa Etelburga, ove la stessa santa, divenutane badessa, venne inumata dopo la sua morte, avvenuta nel 647.

## Infrastrutture e trasporti
Lyminge è collegata a Folkestone e Canterbury da un servizio di autobus che ha la frequenza di un viaggio l'ora in entrambe le direzioni nei giorni feriali (incluso il sabato) ed uno ogni due ore la domenica.